# 김현성 (1989년)
김현성(金賢聖, 1989년 9월 27일~)은 대한민국의 축구 선수로 2012년 하계 올림픽 동메달리스트이다.

## 구단 경력
김현성은 FC 서울 U-18 출신으로 문기한과 함께 2008 드래프트에서 클럽 유스팀 우선지명 선수로 FC 서울에 선발되었다. 하지만 문기한과 달리 대학 진학 후 입단을 선택하여 건국대학교에 진학하여 2008년 바로 입단하지 않고 1년 후인 2009년에 입단하였다. 그러나 2009년 FC 서울에서 K리그에 출전하지 못하고 R리그에서만 6경기 출장 2득점이라는 기록을 남긴 후 2010시즌 대구 FC로 임대되었다. 2010년 6월 6일 K리그컵에서 부산 아이파크 원정경기(2:3, 대구 승)에서 데뷔하였고 K리그 데뷔는 다음달 전북 현대 모터스와의 경기에 교체 출전하면서 이루어졌다. 2010년 10월 3일 열린 부산 아이파크와의 K리그 경기에서 프로 데뷔골을 기록했다.
2012 시즌을 앞두고 임대 계약 기간이 만료되어 서울로 복귀한 김현성은 부동의 스트라이커 데얀 다먀노비치의 후보 역할을 수행하며 주로 교체 출전으로 활약하였다. 4월 21일 제주 유나이티드와의 경기에서 서울 소속으로 첫 골을 성공시켰다.
2012년 8월 14일 J리그 디비전 1 시미즈 에스펄스로 6개월 임대 이적하였다.
2013년 시미즈 에스펄스에서 임대 생활을 마치고 FC 서울로 복귀하였다.
2016년 1월 8일 주세종과 맞트레이드를 통해 부산 아이파크로 이적이 확정되었다. 2018년 6월 10일에 열린 성남 FC와의 경기에서 부산 입단 후 첫 골을 기록했다.
2019시즌을 앞두고 정성민과 트레이드되면서 성남 FC에 입단했다.
2021시즌 중 포항 스틸러스로 이적하였다.

## 국가대표팀 경력
2012년 런던 올림픽에 출전하여 동메달 획득에 일조하였다.

## 경력 통계

### 구단
2016년 1월 2일 기준
| 클럽  | 클럽            | 클럽         | 리그 | 리그 | 컵   | 컵   | 리그컵 | 리그컵 | 대륙 | 대륙 | 총계 | 총계 |
| 시즌  | 클럽            | 리그         | 출장 | 득점 | 출장 | 득점 | 출장   | 득점   | 출장 | 득점 | 출장 | 득점 |
| ----- | --------------- | ------------ | ---- | ---- | ---- | ---- | ------ | ------ | ---- | ---- | ---- | ---- |
| 2009  | FC 서울         | K리그        | 0    | 0    | 0    | 0    | 0      | 0      | N/A  | N/A  | 0    | 0    |
| 2010  | 대구 FC         | K리그        | 9    | 1    | 0    | 0    | 1      | 0      | N/A  | N/A  | 10   | 1    |
| 2011  | 대구 FC         | K리그        | 26   | 7    | 1    | 1    | 3      | 0      | N/A  | N/A  | 30   | 8    |
| 2012  | FC 서울         | K리그        | 17   | 5    | 2    | 1    | -      | -      | N/A  | N/A  | 15   | 2    |
| 2012  | 시미즈 에스펄스 | J리그        | 32   | 12   | 2    | 0    | 3      | 0      | N/A  | N/A  | 17   | 3    |
| 2013  | FC 서울         | K리그 클래식 | 27   | 6    | 2    | 1    | -      | -      | 5    | 1    | 24   | 3    |
| 2014  | FC 서울         | K리그 클래식 | 16   | 3    | 0    | 0    | -      | -      | 5    | 0    | 11   | 0    |
| 2015  | FC 서울         | K리그 클래식 | 30   | 14   | 2    | 0    | -      | -      | 7    | 0    | 26   | 4    |
| 2016  | 부산 아이파크   | K리그 챌린지 | 23   | 5    | 0    | 0    | -      | -      | N/A  | N/A  | 3    | 0    |
| 2017  | 부산 아이파크   | K리그 챌린지 | 27   | 8    | 0    | 0    | -      | -      | N/A  | N/A  | 4    | 0    |
| 2018  | 부산 아이파크   | K리그 챌린지 | 32   | 10   | 0    | 0    | -      | -      | N/A  | N/A  | 22   | 1    |
| 2019  | 성남 FC         | K리그1       | 26   | 5    | 0    | 0    | 0      | 0      | N/A  | N/A  | 23   | 3    |
| 총 계 | 총 계           | 총 계        | 152  | 18   | 9    | 3    | 7      | 0      | 17   | 1    | 185  | 25   |

## 플레이 스타일
실제 키 189cm에서 나오는 포스트 플레이와 헤딩슛 능력은 국내 최고 중 하나로 평가 받고 있다.